# (6712) Hornstein
(6712) Hornstein (1990 DS1) – planetoida z pasa głównego asteroid okrążająca Słońce w ciągu 3,72 lat w średniej odległości 2,4 j.a. Odkryta 23 lutego 1990 roku.